# Peter von Bohlen

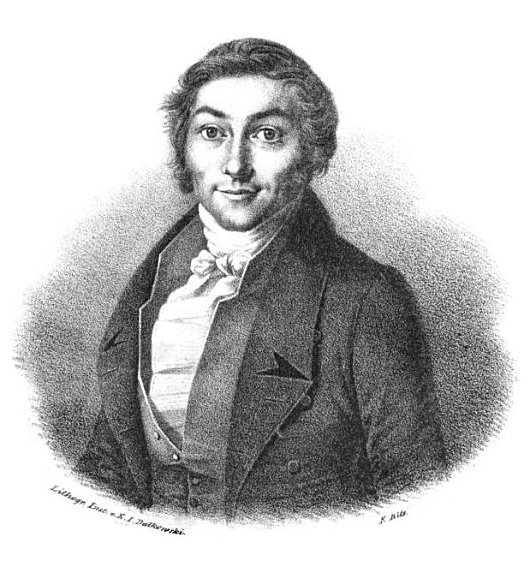
Bild aus der Autobiographie von Johannes Voigt

Peter von Bohlen (* 9. März 1796 in Wüppels, Gemeinde Wangerland, Kreis Friesland (Oldenburg); † 6. Februar 1840 in Halle (Saale)) war Orientalist und einer der Pioniere des Sanskritstudiums in Deutschland.

## Leben
Von Bohlen war Sohn eines armen Landmanns, machte als Tagelöhner, Schneidergeselle, Diener, Kellner und Handlungskommis eine harte Jugend durch, bis er sich durch metrische Übersetzungen und eigene poetische Versuche, die er in Flugblättern veröffentlichte, den Eintritt in die Gelehrtenschule des Johanneums in Hamburg verschaffte (1817).
Bohlen absolvierte hier einen vierjährigen Schulkursus, bezog 1821 die Universität Halle, dann, vom preußischen Ministerium unterstützt, 1822–24 die Universität Bonn, um unter Georg Wilhelm Freytag das Arabische und unter August Wilhelm v. Schlegel das Sanskrit zu studieren. Während seines Studiums in Halle wurde er 1821 Mitglied der burschenschaftlichen Quellengesellschaft.
Nachdem er noch in Berlin ein Semester an Franz Bopps Unterricht teilgenommen hatte, wurde er 1825 in Königsberg besoldeter Dozent, 1826 außerordentlicher, 1828 schließlich ordentlicher Professor der orientalischen Literatur und entfaltete eine bedeutende Lehrtätigkeit auf dem Gebiet der orientalischen Sprachen.
In Ermangelung eines des Arabischen kundigen Setzers musste er seine Habilitationsschrift Carmen arabicum Amuli dictum (Königsberg 1826) selbst setzen, wie er auch schon in Bonn seine Commentatio de Motenabbio (Bonn 1824) selbst gesetzt hatte.
Sein bekanntestes Buch ist das populäre, fesselnd geschriebene Werk Das alte Indien (Königsberg 1830, 2 Bände), das zwar durch neuere Forschungen vollständig antiquiert ist, aber in seiner Zeit höchst anregend wirkte.
Außerdem gab er Übersetzungen von zwei Sanskritdichtungen heraus: Bhartriharis Sententiae (Leipzig 1833 und Hamburg 1835) und den Kalidasa zugeschriebenen Jahreszeitenzyklus Ritusanhâra, id est Tempestatum cyclus (Leipzig 1840); erstere Ausgabe erfuhr viele Berichtigungen durch Weber und Schiefner.
Sein Werk Die Genesis, historisch-kritisch erläutert (Königsberg 1835) stieß auf Widerspruch. Von seinen kleineren Arbeiten sind die Schrift Über den Ursprung der Zendsprache (Königsberg 1831) und eine Vergleichung des Litauischen mit dem Sanskrit (1830) hervorzuheben.
Bohlen war Freimaurer und in Königsberg zeitweise Mitglied der Loge Zum Todtenkopf und Phoenix.
Seit 1839 in Halle wohnhaft, starb er am 6. Februar 1840 daselbst. Seine Autobiographie wurde von Johannes Voigt (2. Auflage, Königsberg 1842) herausgegeben. Von Bohlen war verheiratet mit Anna Barbara, geborene von Martial. Ihre gemeinsame Tochter war die Pädagogin, Autorin und Übersetzerin Agnes von Bohlen (1829–1905). Durch eine weitere Tochter, Babette, war von Bohlen der Großvater des Sinologen August Conrady.